# Oxypoda madescans
Oxypoda madescans är en skalbaggsart som beskrevs av Thomas Casey 1911. Oxypoda madescans ingår i släktet Oxypoda och familjen kortvingar. Inga underarter finns listade i Catalogue of Life.